# Sismo de Kermanshah de 2017
O sismo de Kermanshah de 2017 foi um sismo que ocorreu a 12 de novembro desse ano, às 21:18 (hora local), junto à fronteira Irão-Iraque, do lado iraquiano, na província do Curdistão.

## Tremor
O epicentro foi a cerca de 30 quilómetros a sul-sudoeste da cidade de Halabja, no Iraque, com uma magnitude de momento de 7.3, e hipocentro a 25 quilómetros de profundidade. Foi sentido no Iraque e Irão, e em locais tão distantes como os Emirados Árabes Unidos e Israel. O sismo foi também sentido no Kuwait, com magnitudes variando de 4 a 5. O sismo foi sentido nas capitais do Irão e do Iraque, Teerão e Bagdad, sem provocar danos.

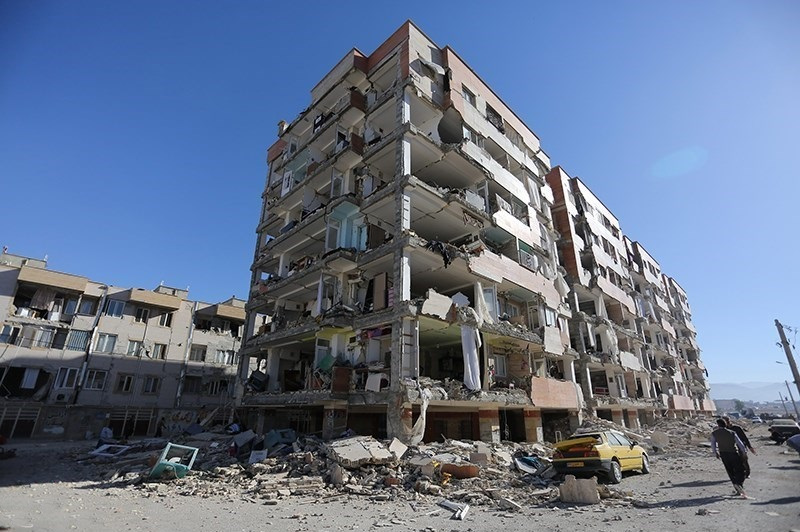
Edifício destruído na cidade de Sarpol-e Zahab

As zonas mais afectadas situam-se do lado iraniano, na privíncia de Kermanshah. Segundo a televisão do Irão, pelo menos oito aldeias fronteiriças foram devastadas. A electricidade foi cortada na área e muitas equipas de emergência dirigiram-se ao local. A má qualidade das construções na região poderá ter contribuído para agravar a devastação. Os padrões de construção de uma série de apartamentos recém-construídos que colapsaram, ou foram gravemente danificados, foram seriamente quastionados. O vice-presidente iraniano, Eshaq Jahangiri, afirmou que muitos desses apartamentos foram construídos no âmbito de um programa de habitação a custos reduzidos promovido pelo anterior presidente, Mahmoud Ahmadinejad.
Segundo a agência noticiosa Irna, o sismo causou danos em 7 grandes cidades e 1950 localidades da província de Kermanshah. As autoridades dizem que doze mil habitações foram completamente destruídas, e outras quinze mil danificadas.
No lado iraquiano, os maiores danos foram na cidade de Darbandikhan, a 75 quilómetros a leste de Sulaimaniyah, na região semiautónoma do Curdistão, ficando feridas mais de 30 pessoas naquela cidade. O principal hospital do distrito foi gravemente danificado, forçando a transferência dos feridos para outras cidades.  Na cidade de Kirkuk habitações ficaram danificadas, forçando os habitantes a abandoná-las.

## Vítimas

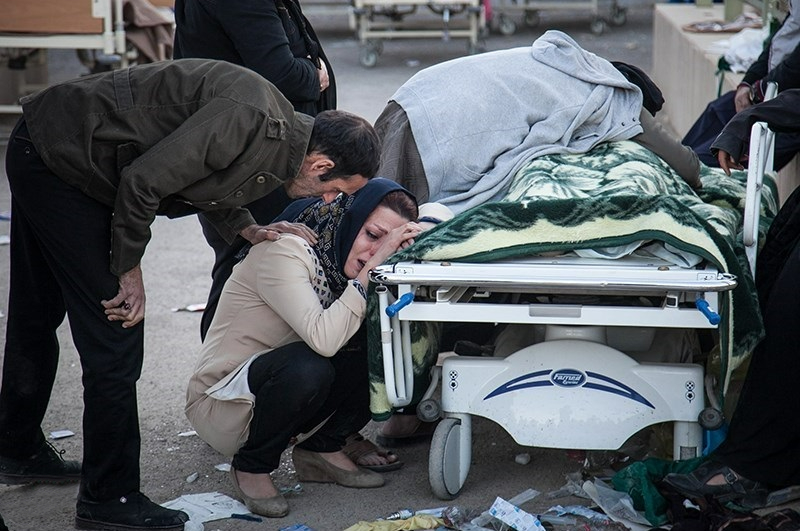
Vítimas do terramoto em Sarpol-e Zahab.

Pelo menos 530 pessoas morreram, a maioria na província de Kermanshah, no lado iraniano da fronteira, onde foram registrados 430 vítimas fatais, entre elas o comandante do exército iraniano. Estima-se que o número de vítimas naquela província possa atingir as 580. 316 vítimas mortais ocorreram na cidade de Sarpol-e Zahab, a cerca de 16 quilómetros da fronteira com o Iraque. Outras 28 pessoas terão morrido na cidade de Qasr-e-Shirin, outra cidade de Kermanshah, conhecida como entreposto comercial entre o Irão e o Iraque.
Este foi o terremoto mais mortífero ocorrido em 2017. O número de feridos passa de 7400 e ainda há 70 mil desabrigados.

## Reação
A 14 de novembro o Irão decretou luto nacional, e o presidente Hassan Rouhani viajou para Kermanshah, a região mais afectada. Os jornais do país romperam com a tradição, publicando as primeiras páginas em língua curda, demonstrando a sua solidariedade para com a população das áreas mais afectadas, de maioria curda.